# 梨香街道
梨香街道是中华人民共和国新疆维吾尔自治区巴音郭楞蒙古自治州库尔勒市下辖的一个街道办事处。

## 行政区划
梨香街道下辖以下村级行政区划单位：
凌达社区、建设社区、平安社区、新华社区、德凌社区、百合社区、美居苑社区、民生社区、新安社区。